# Raúl Mesa Lite
Raúl Mesa Lite (Zaragoza, 16 de abril de 1982) es un deportista español que compite en voleibol, en la modalidad de playa, haciendo pareja con Pablo Herrera (2001–2008), Inocencio Lario Carrillo (2009–2012) y Christian García (2016–).
Ganó una medalla de oro en el Campeonato Europeo de Vóley Playa de 2005, en el torneo masculino. Participó en los Juegos Olímpicos de Pekín 2008, ocupando el noveno lugar en el torneo masculino.

## Palmarés internacional
| Campeonato Europeo | Campeonato Europeo | Campeonato Europeo | Campeonato Europeo |
| Año                | Lugar              | Medalla            | Pareja             |
| ------------------ | ------------------ | ------------------ | ------------------ |
| 2005               | Moscú (Rusia)      | Medalla de oro     | Pablo Herrera      |